# رقية بنت الحسن المثنى

## نسبها
هي:  رقية بنت الحسن المثنى بن الحسن السبط بن علي بن أبي طالب بن عبد المطلب بن هاشم بن عبد مناف بن قصي بن كلاب بن مرة بن كعب بن لؤي بن غالب بن فهر بن مالك بن قريش بن كنانة بن خزيمة بن مدركة بن إلياس بن مضر بن نزار بن معد بن عدنان.
أمها:  رملة بنت بنت سعيد بن زيد بن عمرو بن نفيل بن عبد العزى بن رياح بن قرط بن رزاح بن عدي بن كعب بن لؤي بن غالب بن فهر بن مالك بن قريش بن كنانة بن خزيمة بن مدركة بن إلياس بن مضر بن نزار بن معد بن عدنان.

## زواجها ووفاتها
المصادر سكتت عن ذكر زوجها ما قد يدل على أنها توفيت قبل سن الزواج وتوفيت بعد اختها فاطمة ودفنت إلى جوارها في العراق في منطقة سدة الهندية قرب المسيب في محافظة كربلاء ، فأصبح المرقد يضم (فاطمة) و(رقية) بنتي الحسن المثنى .